# Maxim Birbraer
Maxim Birbraer (in russo Максим Бирбраер?, in ebraico מקס בירבראייר‎?; Öskemen, 15 dicembre 1980) è un ex hockeista su ghiaccio kazako naturalizzato israeliano.

## Carriera

### Club
Birbraer è nato e cresciuto nell'allora Repubblica socialista sovietica kazaka da una famiglia ebrea. Per paura dell'antisemitismo, i genitori usavano un cognome falso e gli tennero nascoste le sue origini fino all'età di 14 anni; un anno più tardi l'intera famiglia riparò in Israele.
Aveva già giocato ad hockey su ghiaccio quando era in Kazakistan, ma è a Tel Aviv che Birbraer comincia a militare in una squadra giovanile. Su invito dell'allora allenatore della nazionale di Israele, il canadese Paul Rosen, Birbraer si trasferì diciassettenne in Nord America, dove giocò per alcuni anni in diversi campionati giovanili. Nel 1999 fece ritorno in Israele per rinnovare il passaporto, ma venne arrestato per renitenza alla leva: fu messo in prigione per un mese, poi arruolato per il servizio di leva, che tuttavia venne anticipatamente interrotto dopo tre mesi, consentendogli di fare ritorno in Canada. Nella stagione 1999-2000 approdò al Newmarket Hurricanes, in OPJHL, una delle principali leghe giovanili canadesi, dove fu notato dai New Jersey Devils, che lo scelsero al successivo draft NHL al terzo giro (67º assoluto). È stato il primo israeliano ad essere draftato in NHL.
Non esordirà mai in NHL, giocando nelle serie minori per diverse stagioni: in AHL con gli Albany River Rats (2000-2003) e i San Antonio Rampage (2003-2004); in CHL con i Laredo Bucks (2003-2004), con cui vinse il campionato; in ECHL con i San Diego Gulls (2004-2005) e Long Beach Ice Dogs (2005-2006).
Al termine di quest'ultima stagione rientrò in Europa, dapprima in Gran Bretagna, per due stagioni coi Cardiff Devils, coi quali vinse la Knockout Cup nel 2007, poi nella squadra della sua città, il Kazcink-Torpedo, che disputava la VHL, la seconda lega russa (aperta tuttavia anche a squadre kazake ed ucraine).
Nel gennaio 2009 si è trasferito nella seconda serie tedesca, la 2. Eishockey-Bundesliga, agli Heilbronner Falken, per tornare una seconda volta ai Cardiff Devils a partire dalla stagione successiva. Dopo cinque stagioni si trasferì nella seconda divisione nazionale per giocare con i Telford Tigers, con cui rimase per due stagioni prima di passare ai Swindon Wildcats con cui ha chiuso la carriera nel 2020.

### Nazionale
Ha esordito giovanissimo nella nazionale di Israele, con cui ha disputato i mondiali già nel 1997 nel gruppo D. Ha poi disputato anche quelli del 1999 (gruppo D), del 2000 (gruppo D, vinto) e del 2008 (II divisione).

## Palmarès

### Club
- EIHL Challenge Cup: 1

Cardiff: 2006-2007